# Jaime Teevan
Jaime Teevan (nascida em 1976) é uma cientista da computação americana conhecida por sua pesquisa em interação humano-computador e recuperação de informação. Ela é particularmente conhecida por seu trabalho de pesquisas personalizadas. De acordo com Technology Review, Teevan “é uma especialista no uso de dados sobre o conhecimento, as preferências e os hábitos das pessoas para ajudá-las a gerenciar as informações".

## Biografia
Teevan é bacharel em ciência da computação pela Universidade de Yale, além de ser mestre e possuir Ph.D pelo Instituto de Tecnologia de Massachusetts. 
Atualmente, ela atua como pesquisadora da Microsoft Research e professora na Universidade de Washington. Ela é co-autora do primeiro livro sobre busca de informações colaborativas, chamado “Collaborative Web Search: Who, What, Where, When, and Why", editou uma edição especial de Comunicação da ACM sobre o tema e organizou workshops sobre análises de dados e PMI. Jaime também já editou o livro de Gestão de Projetos (PMI), publicou diversos artigos técnicos e organizou a conferência de Web Search and Data Mining (WSDM) em 2012. 
Teevan trabalhou com ‘microprodutividade’, dividindo tarefas complexas em séries de microtarefas para que possam ser concluídas de maneira mais eficiente. Ela desenvolveu o conceito de selfsourcing, onde as microtarefas são concluídas pelo proprietário da tarefa em questão, em vez de serem feitas por uma equipe. Em 2017, para um artigo na New York Magazine, Jaime cita “eu provavelmente poderia facilmente conseguir uma hora extra no meu dia de trabalho, apenas com esses micro-momentos que não estou sendo produtiva".

## Prêmios
Em 2009, Teevan foi nomeada pela Technology Review (TR35) uma Jovem Inovadora por sua pesquisa personalizada e recebeu o prêmio  CRA-W Borg Early Career Award (BECA) em 2014. Em 2016, recebeu o prêmio Karen Spärck Jones da British Computer Society pelas “contribuições fortes e criativas para a interseção de recuperação de informações, experiência do usuário e mídias sociais”.

## Vida pessoal
Teevan é casada com Alexander Hehmeyer,  mora na cidade de Bellevue em Washington e possui quatro filhos. Ela apoia que os pesquisadores consigam conciliar a vida familiar com a vida acadêmica.